# Holger Christian Reedtz

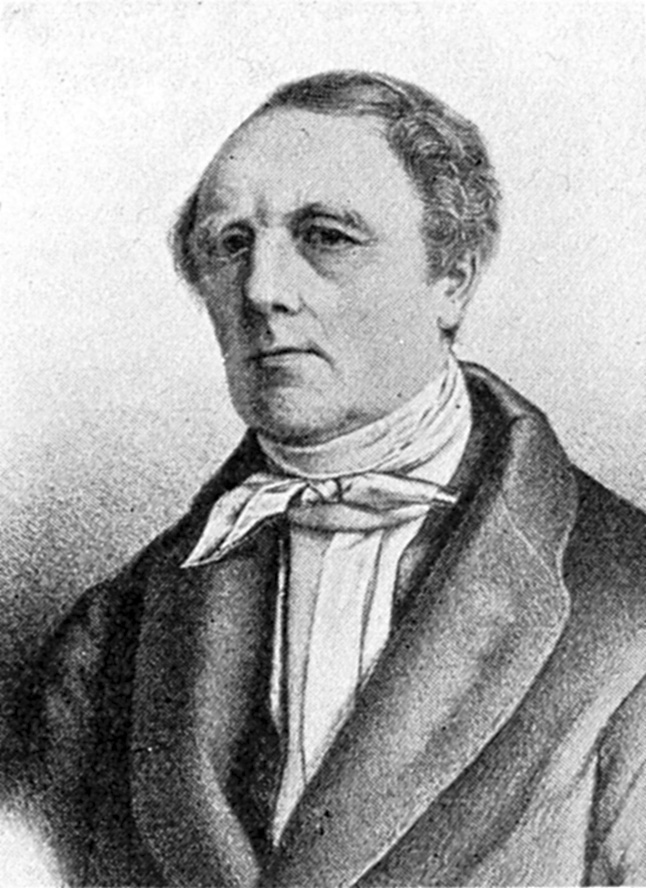
Holger Christian Reedtz.

Holger Christian Reedtz, född den 14 februari 1800 i Odense, död den 6 februari 1857 på Palsgård, var en dansk statsman. Han var ättling till Peder Reedtz.
Reedtz blev 1823 juris kandidat och ägnade sig tidigt åt historiska studier.År 1826 utgav han på franska en översikt av Danmarks traktater från Knut den stores tid till 1800 och var 1831-1842 sekreterare i utrikesdepartementet, där han åter inträdde i april 1848. Han deltog i avslutandet av vapenstillestånden i Malmö 1848 och Berlin 1849 samt freden i Berlin 1850. Därpå blev Reedtz själv utrikesminister och avslutade som sådan Warszawaprotokollen, varigenom tronföljden ordnades till prins Kristians av Glücksborg förmån, men avgick redan i oktober 1851. Han ansågs vara en slug diplomat, men visade stor självrådighet i sina förhandlingar och var som utpräglad helstatsman likgiltig för tillvaratagandet av vad andra såg som Danmarks nationella krav. Åren 1850-1851 var Reedtz landstingsman och 1854-1856 av kungen utsedd ledamot av riksrådet samt blev 1852 geheimeråd. Reedtz änka Asta, född 1826 som grevinna Krag-Juel-Vind-Frijs, död 1890, gifte sig 1858 med N.F.S. Grundtvig.